# Liard-Insel
Die Liard-Insel (englisch Liard Island, spanisch isla Liard) ist eine weitgehend eisbedeckte Insel westlich des Grahamlandes in der Antarktis. Sie liegt zwischen der Antarktischen Halbinsel und der Adelaide-Insel, von deren Küste sie knapp 10 Kilometer entfernt ist. Politisch befindet sie sich damit im argentinischen, britischen und chilenischen Antarktisterritorium, diese Ansprüche ruhen aber seit Inkrafttreten des Antarktisvertrages. 
Die 232,9 km² große Insel ist gebirgig, ihr höchster Gipfel, Mount Bridgman, erreicht eine Höhe von rund 1200 Metern, nach anderen Angaben 1000 Metern bzw. 914 Metern. Im Norden der Insel liegt der etwa 1000 m hohe Glen Peak.